# Ciclón Aleutiano

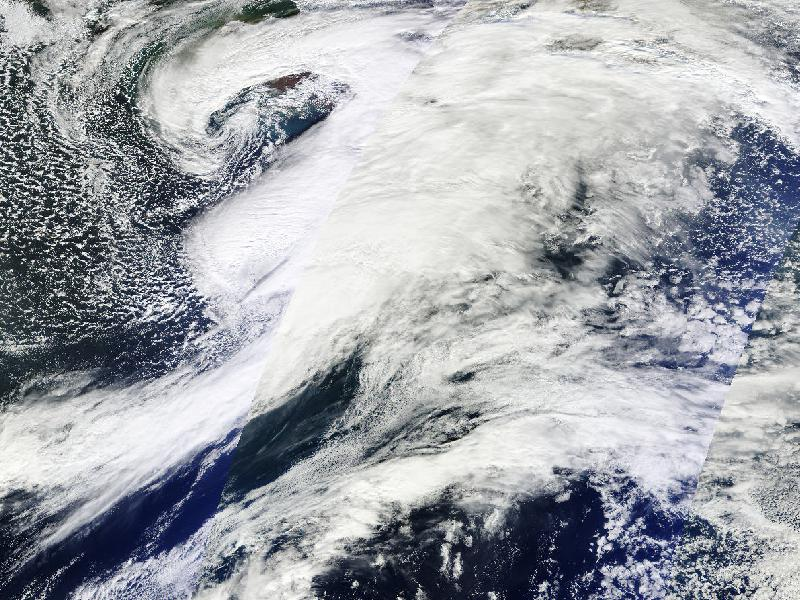
Ciclón aleutiano en el golfo de Alaska (24 de octubre de 2011)

Ciclón Aleutiano o Depresión de las Aleutianas se refiere a un área fuera de las islas Aleutianas en el golfo de Alaska, donde hay un promedio de centros inferiores de presión atmosférica durante una parte importante del año. En los mapas de presión media mensual, sobre todo en invierno, la región muestra una depresión semi-permanente, que actúa como uno de los principales centros de circulación atmosférica en el hemisferio norte.

## Descripción
El área conocida como Aleutiano es el punto de cruce de depresiones y anticiclones que se desplazan hacia el este en el Pacífico Norte. Por lo tanto, no es una depresión estacionaria. Sin embargo, en general, los ciclones extratropicales que pasan son mucho más intensos que el de alta presión y con frecuencia alcanzan su intensidad máxima y aminorar su movimiento.
La depresión de las Aleutianas está en su máximo durante el invierno, mientras que en verano, la zona se mueve al polo norte y se dispersa. Hay un área similar en el Atlántico Norte llamado el Ciclón islandés. Ambos se encuentran en el corredor de los ciclones extratropicales subártica, de 50 a 70 grados al norte.

## Influencias y variaciones
Debido al predominio de esta depresión, la zona que rodea recibe agua de diversas latitudes de los trópicos hacia el Pacífico Norte. La temperatura de la superficie del mar de donde viene el agua varía de 30 a 10 °C lo que significa alta humedad y lluvia abundantes. La posición y la intensidad del Ciclón Aleutiano ha variado a lo largo de los siglos.